# Acanthoscelides aequalis
Acanthoscelides aequalis är en skalbaggsart som först beskrevs av Sharp 1885.  Acanthoscelides aequalis ingår i släktet Acanthoscelides och familjen bladbaggar. Inga underarter finns listade i Catalogue of Life.